# 황병하
황병하(黃炳夏, 1962년 ~)는 대한민국의 법관이다. 제44대 대구지방법원장을 역임하고 서울고등법원 부장판사로 재직 중이다.

## 생애
1962년 서울시에서 태어나 우신고등학교와 서울대학교 법학과를 졸업하고 제25회 사법시험 합격하여 15기 사법연수원을 수료하였다. 군 법무관으로 병역을 마치고 판사에 임용되어 서울지방법원 남부지원, 서울민사지방법원, 춘천지방법원 영월지원, 대구지방법원 상주지원, 인천지방법원, 서울고등법원에서 판사를 하였다. 대법원 재판연구원, 대전지방법원 서산지원 지원장을 거쳐 2004년 2월 정기인사에서 부장판사로 승진하였다. 2016년에 법원장으로 승진하였으나 대구지방법원과 서울행정법원에서 법원장을 역임하고 평생 법관제에 따라서 서울고등법원 부장판사에 임명되어 재판장으로서 재판을 하고 있다.

## 경력
- 2004년 2월 서울북부지방법원 부장판사
- 2004년 대전지방법원 서산지원 부장판사
- 2006년 2월 서울중앙지방법원 부장판사
- 2008년 2월 광주고등법원 전주재판부 부장판사
- 2010년 2월 ~ 2016년 2월 서울고등법원 부장판사
- 2016년 2월 제44대 대구지방법원장
- 2016년 2월  제22대 대구광역시선거관리위원회 위원장
- 2017년 2월 ~ 2018년 2월 서울행정법원장
- 2018년 2월 ~ 2020년 2월 서울고등법원 부장판사
- 2020년 2월 ~ 2022년 2월 광주고등법원장
- 2022년 2월 ~ 서울고등법원 부장판사(사법연구)